# Miranda (cantante francesa)
Sandra Miranda García, más conocida como Miranda (24 de enero de 1976), es una cantante hispanofrancesa. Es conocida por su éxito «Vamos a la playa».

## Biografía
En 1996 participó como bailarina en el videoclip de Ricky Martin «María», cuando se reunió con los productores Louis Element y Johnny Williams. Su sencillo «Vamos a la playa» fue lanzado en 1999. La canción fue una canción del verano en los Países Bajos e Italia.
En 2000 lanzó dos sencillos, «Eldorado» y «A la fiesta». En 2001 publicó su último sencillo, «Bamba! (el ritmo de Miranda)».

## Discografía

### Álbumes
- Fiesta (1999)

### Sencillos
- "Vamos a la playa" (1999)
- "Eldorado" (2000)
- "A la fiesta" (2000)
- "Bamba! (El Ritmo De Miranda)" (2001)

- Datos: Q75046007